# Eckartsweiler (Öhringen)
Eckartsweiler ist ein Dorf in Hohenlohe, das seit dem 1. Januar 1975 zu Öhringen (Baden-Württemberg) gehört. Der Ort hat heute 345 Einwohner. Zum Stadtteil Eckartsweiler gehören zudem die Weiler Untersöllbach, Weinsbach und Platzhof, mit denen zusammen sich die Einwohnerzahl etwa verdoppelt.

## Geographie
Die sich fast 6 km weit von Nord nach Süd erstreckende Stadtteilgemarkung liegt in der Westlichen Hohenloher Ebene, einem Unter-Naturraum der Hohenloher und Haller Ebene. Am nördlichsten darin steht der Platzhof, nach Süden zu folgen Weinsbach im Tal des Weinsbachs, Eckartsweiler an der Mündung des Weinsbachs in den Epbach sowie Untersöllbach im Tal des Söllbachs. In der flachwelligen Landschaft gibt es noch weitere kleinere Bachtäler.

## Geschichte
Erstmals erwähnt wird Untersöllbach im auf das Jahr 1037 datierten Öhringer Stiftungsbrief als Selebach, 1357 wurde es als Niedern Selbach, 1471 als Undern Selbach und 1676 als Undern Söllbach erwähnt. Die erste Erwähnung von Eckartsweiler ist auf das Jahr 1344 zu datieren (als Eckarczwiler, 1672 als Eckertsweyler). Weinsbach ist erstmals 1357 erwähnt als Winspach, 1672 als Weinspach. Der Platzhof wird erst 1513 erwähnt als hove uff dem platz. Er gehörte zeitweise dem Bauernführer Wendel Hipler.
Mit der Vogtei über das Öhringer Stift erhielten die Herren von Hohenlohe 1250 auch die Herrschaftsrechte über Eckartsweiler, Untersöllbach und Weinsbach. Bis zur Mediatisierung gehörten die Orte zur Neuensteiner Linie. Eckartsweiler und Weinsbach gehörten zum Amt Neuenstein, Untersöllbach zum Amt Michelbach.
Am 1. Januar 1975 wurde Eckartsweiler nach Öhringen eingemeindet.

## Religionen

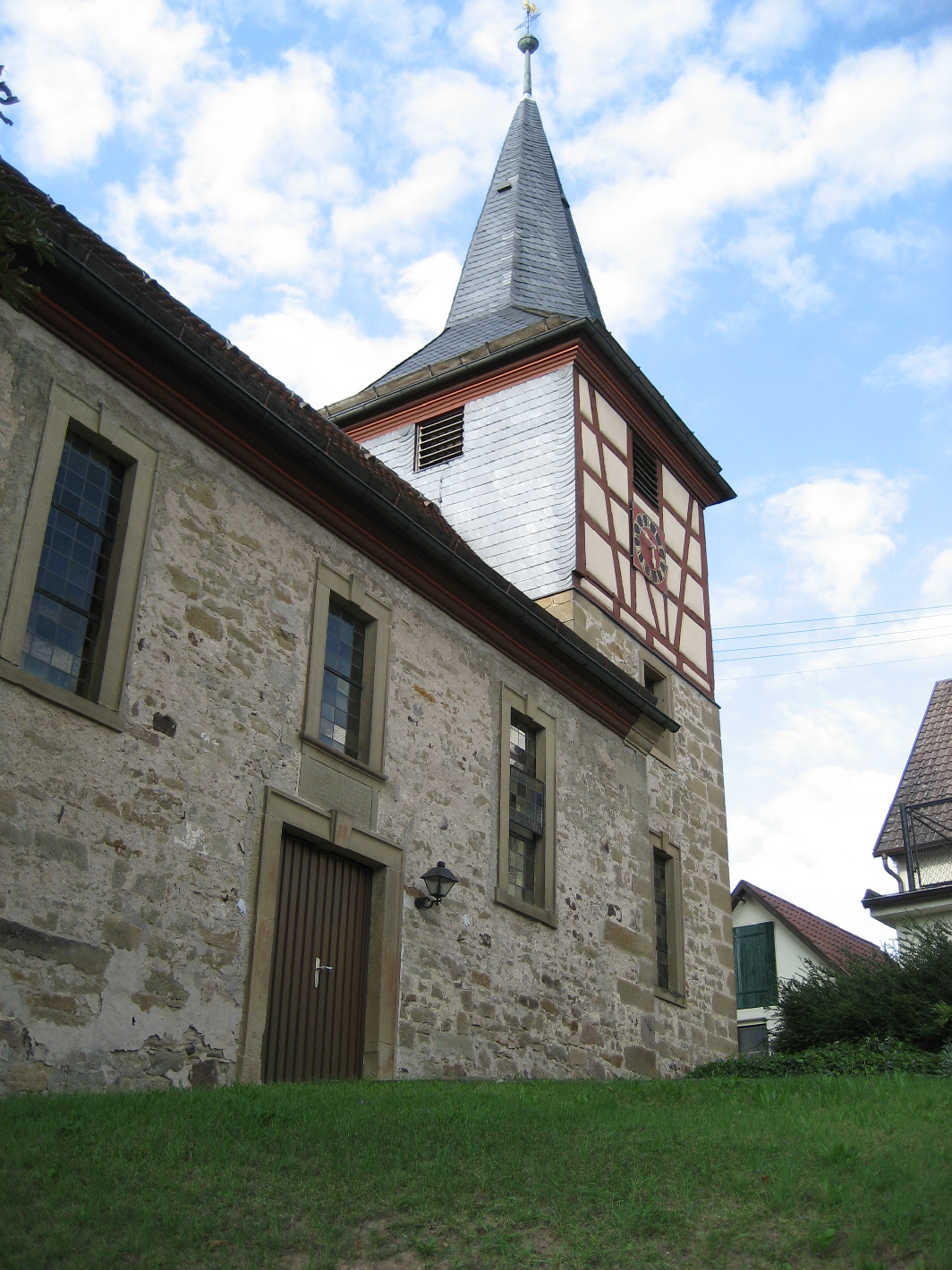
Salvatorkirche in Untersöllbach

Alle drei Orte gehörten zur Öhringer Stiftskirchenpfarrei und hatten keine eigene Kapelle, mit Ausnahme von Untersöllbach. Dort befindet sich die Salvatorkirche, die 1713 durch einen Neubau ersetzt wurde.

## Wirtschaft
Die nahezu einzige Erwerbsquelle war jahrhundertelang die Landwirtschaft mit Ackerbau und Viehzucht. In allen drei Orten gab es einzelne Handwerker. Als einziger Gewerbebetrieb ist eine Mühle in Eckartsweiler zu nennen, die bereits 1411 erwähnt wurde und bis in die 1970er Jahre existierte. Die Mühle wurde ab 1680 von Johann Heinrich Weidsecker nach einem Brand wieder aufgebaut. Sein Enkel Gottlieb Jacob Weizsäcker war fürstlicher Mundkoch am Hof in Öhringen und der erste Öhringer Weizsäcker. Von ihm stammen in direkter Linie Carl Friedrich von Weizsäcker und Richard von Weizsäcker ab.